# Saint Michel United Football Club
Saint Michel United Football Club est un club de football seychellois situé à Victoria. Fondé en 1993, il évolue en première division seychelloise au Stade Linité.

## Historique
Le club est fondé en 1993 à la suite du partage du FC Anse-aux-Pins en deux clubs. Quatrième du championnat en 1994, le club termine vice-champion en 1995 puis remporte l'année suivante son premier titre.
Il domine jusqu'en 2003 le championnat seychellois puis après trois saisons sans titre, domination qu'il retrouve sous l'autorité de l'entraîneur Ralph Jean-Louis à partir de 2006 en  s'appuyant sur de nombreux internationaux notamment le gardien Nelson Sopha et l'attaquant Philip Zialor.

## Palmarès
- Champion des Seychelles (12 dont 1 titre partagé) :
  - 1996, 1997, 1999, 2000, 2002 (partagé), 2003, 2007, 2008, 2010, 2011 et 2012.

- Vice-champion des Seychelles :
  - 1995, 1998, 2001, 2006 et 2009

- Vainqueur de la Coupe des Seychelles (11)[3] :
  - 1997, 1998, 2001, 2006, 2007, 2008, 2009, 2011, 2013, 2014, 2016.

- Vainqueur de la Coupe du Président (12)[3] :
  - 1996, 1997, 1998, 2000, 2001, 2006, 2007, 2009, 2010, 2011, 2012 et 2022[4].
- Finaliste de la Coupe du Président :
  - 2003 et 2008

- Vainqueur de la Coupe de la Ligue (6)[3] :
  - 2004, 2008, 2009, 2010, 2011 et 2013.
- Finaliste de la Coupe de la Ligue :
  - 2005.